# Götene (commune)
La commune de Götene est une commune suédoise du comté de Västra Götaland, peuplée d'environ 13 210 habitants (2020). Son chef-lieu se situe à Götene.

## Localités principales
- Götene
- Hällekis
- Källby
- Lundsbrunn